# RMMV Oceanic (nedokončana ladja)
RMMV Oceanic (Royal Mail Motor Vessel) je bila predlagana britanska potniška prekooceanska ladja za družbo White Star Line. Delno je bila zgrajena v ladjedelnici Harland & 
Wolff v Belfastu, bila pa naj bi prva linijska ladja, ki bi bila dolga več, kot 300 metrov ter hkrati tudi večja od tedaj vodilnih ladij družbe White Star Line, Olympic, Titanic, Britannic in Majestic.

## Zgodovina
Harland & Wolff in White Star Line sta med letom 1926 in 1928 naredila več načrtov za gradnjo tako velike ladje, Oceanic. En načrt, ki je bil izdelan januarja 1926, je prikazal 270 metrov dolgo ladjo s štirimi dimniki. Drugi načrt, izdelan pozneje istega leta, je pokazal ladjo dolgo 285 m in široko 32 m s tremi dimniki, približno skoraj isto, kot nemška SS Bremen in SS Europa. Končni načrt je prikazal ladjo dolgo 320 metrov s tremi dimniki in krmilom, značilno za ladje, zgrajene sredi poznih dvajsetih let dvajsetega stoletja.
Ladja je bila naročena 18. junija 1928, gradnja ladje pa se je začela 28. junija 1928, ko so v enem dnevu zgradili njeno kobilico. Delo je upočasnil spor zaradi njene strojnice; Lord Kylsant, ki je nadziral družbo White Star, je hotel namesto tradicionalne močne parne turbine uporabiti dizelsko-električni pogon. White Star Line je predlagala, da ima več kot 40 dizelskih agregatov, ki poganjajo štiri propelerje s pomočjo gonilnih električnih motorjev. Harland & Wolff ni hotel sprejeti tega sistema in je raje še naprej uporabljal parni turbinski pogon. Dosežen je bil kompromis, pri končni zasnovi pa so bili uporabljeni štirje običajni 'katedralni' dizelski motorji z nizkimi vrtljaji, pri čemer vsak poganja eno propelersko gred - zaradi česar bi bil Oceanic prva štirivaljna motorna ladja. Toda, ko so se vse stranke dogovorile o uporabi dizla, je velika gospodarska kriza prizadela ladjarske posle.

## Prekinitev
Nadaljnjo delo gradnje ladje Oceanic je bilo nadomeščeno in na koncu, 23. julija 1929 ustavljeno zaradi propada podjetja Royal Mail Steam Packet Company, lastnikov družbe White Star Line, zaradi finančnih težav Sir Owen Philipsa in Lorda Kylsanta. Zadeva Royal Mail, kot je bilo znano, je privedla do zaprtja Kylsanta in do bistvenih sprememb v računovodski in revizijski praksi. Posojila, ki so jih podprle vlade Anglije in Severne Irske za gradnjo ladje Oceanic, so bila preusmerjena na gradnjo zadnjih dveh ladij, zgrajenih za White Star, MV Britannic in njeno bližnjo sestrsko ladjo MV Georgic. Ti dve ladji sta bili morda zgrajeni z jeklom in železom, naročeni za Oceanic, čigar zgrajena kobilca in delno zgrajen trup sta bila naknadno razstavljena ter razrezana in po prej omenjeni preusmeritvi sredstev.
Glede na tretjo scenografijo, ki sta jo pripravila Harland & Wolff in White Star Line, bi ladja Oceanic merila vsaj 320 metrov s tonažo 80.000 ton in imela tri dimnike, zaradi česar je videti večja kot Georgic in približno enaka velikosti kot njeni tekmeci SS Normandie in RMS Queen Mary, skupaj z zmogljivimi motorji, ki bi morda lahko dosegle prestižni modri trak po hitrosti. Njena obsežna notranjost naj bi v veliki meri temeljila na priljubljenih modelih Art Deco tistega dne, ki jih je francoska ladja SS Ile de France, nekaj let prej, leta 1927 imela na oceanskih plovbah.